# Neugersdorf
Neugersdorf este un oraș din landul Saxonia, Germania.